# Leptotarsus phylax
Leptotarsus phylax är en tvåvingeart som först beskrevs av Alexander 1954.  Leptotarsus phylax ingår i släktet Leptotarsus och familjen storharkrankar.
Artens utbredningsområde är Peru. Inga underarter finns listade i Catalogue of Life.